# Kőváry László-díj
A Kőváry László-díj az Erdélyi Magyar Közművelődési Egyesület 1992-ben helytörténészeknek alapított díja.

## A díj
A díjat olyan személyek kaphatják, akik tevékenységük révén hozzájárulnak a helytörténet kutatásához, népszerűsítéséhez, tágabb körben való terjesztéséhez, a honismeret gazdagításához. A díj névadója Kőváry László (1819–1907), történetíró, történetfilozófus, családtörténész, irodalomtörténész, régész, tankönyvszerző, újságíró, néprajztudós, utazó, politikus, az MTA levelező tagja.

## Díjazottak[2]
- 2020: Zsigmond Enikő[3]
- 2019-ben a díjat nem adták ki
- 2018: Halász Péter[4]
- 2016-7-ben a díjat nem adták ki
- 2015: Vincze Zoltán
- 2014: Balogh Béla
- 2013: Szekernyés János
- 2012: Zsigmond Ilka
- 2011: Asztalos Lajos
- 2010: Gergely Istvánné Tőkés Erzsébet
- 1992 és 2009 között a díjat nem adták ki